# 头绒毛鲨
头绒毛鲨（学名：Cephaloscyllium isabellum）为猫鲨科绒毛鲨属的鱼类。分布于新西兰、日本本州东南沿岸海域、台湾岛等，栖息深度为0米至400米。该物种的模式产地在南海。